# منطقة ثين
ثين أو تانة رمزها «TH» (بالإنجليزية: Thane)‏ ، هو تقسيم إداري لدولة الهند تتبع ولاية ماهاراشترا (بالإنجليزية: Maharashtra)‏ ، مركزها هو مدينة ثين (بالإنجليزية: Thane)‏ عدد سكانها حسب تعداد سنة 2001 هو 8,128,833 ، مساحتها 9,558 كم² وكثافة السكان 850 لكل كم² .